# Modèle 1935
Автоматический пистолет модели 1935 (фр. Pistolet automatique modèle 1935) — французский самозарядный пистолет калибра 7,65 мм, созданный швейцарским оружейником Шарлем Петтером, капитаном Французского Иностранного легиона и работником компании SACM. Выпускался в вариантах 1935A и 1935S, которые сильно различались по конструкции. Состоял на вооружении французской армии до 1950 года, заменён новым пистолетом MAC Mle 1950. Он представлял собой усовершенствованную модель Браунинга.

## Модель 1935A
Пистолет подобной модели построен по схеме с коротким ходом ствола, запирание построено на основе перекоса ствола при помощи качающейся серьги Браунинга (как в Colt M1911). Ударно-спусковой механизм — курковый, одинарного действия. В схеме пистолета является единым целым модулем. Предохранитель расположен на затворе, во включённом состоянии блокирует ударник. Также есть магазинный предохранитель, который блокирует ударно-спусковой механизм при вынутом магазине.

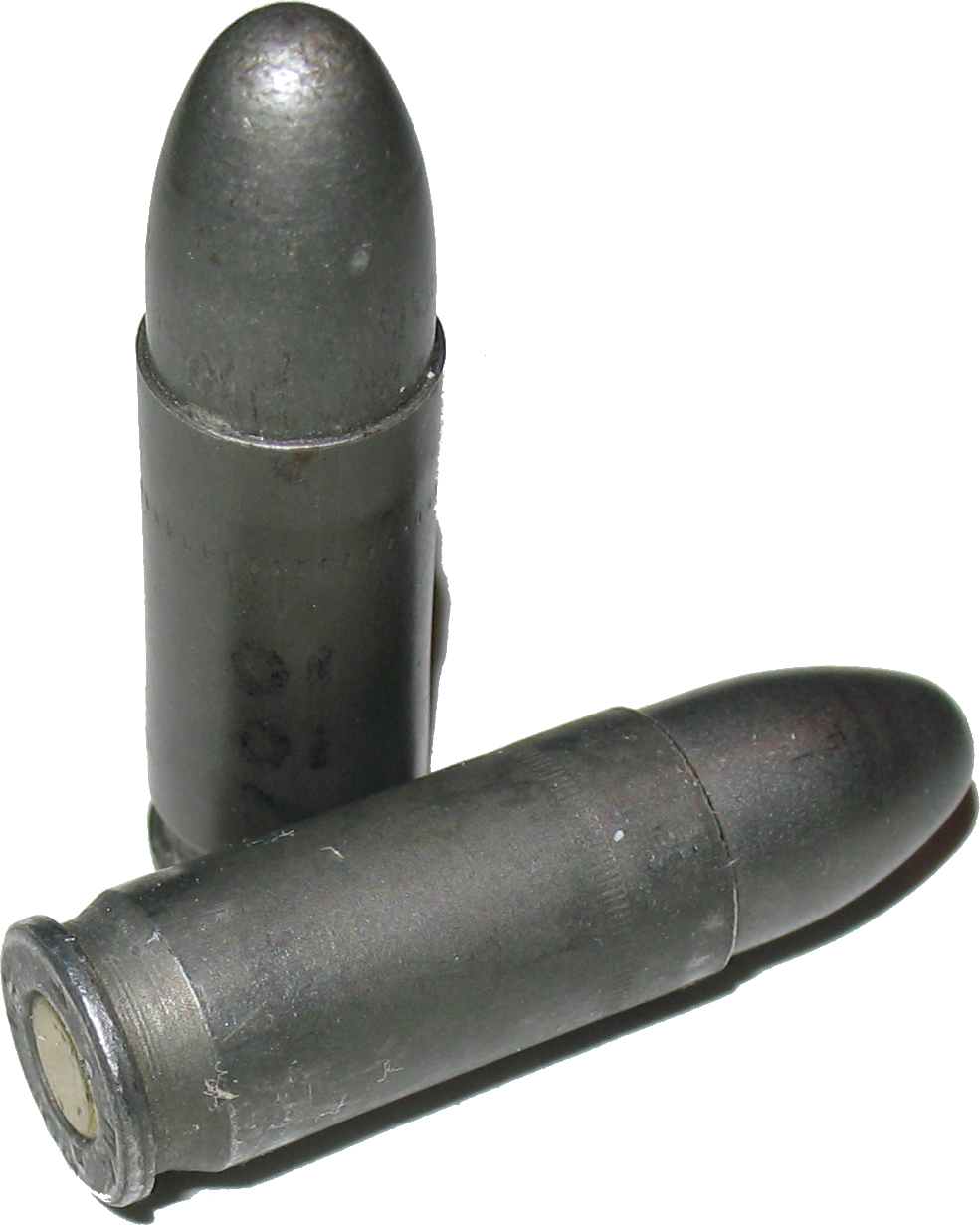
7,65×20 мм Longue

Массовое производство началось в 1936 году и шло низкими темпами, что привело к пересмотру конструкции и появлению модификации 1935S. Летом 1940 года немецкие войска, захватив военный завод SACM, наладили массовое производство, оснастив всю армию подобными пистолетами. Около 23 тысяч пистолетов было у немецких солдат под маркировкой Pistole 625 (f). После войны в 1944 году производство пистолетов для французской армии продолжилось: всего с октября 1947 по февраль 1950 было произведено почти 85 тысяч пистолетов.

## Модель 1935S
Модель появилась в 1938 году после изменения конструкции и получила маркировку 1935S. Производство было налажено компаниями MAT, MAS и SAGEM. Основными отличиями модели стали упрощённая форма рукоятки, укороченные рамка и затвор, а дульная часть ствола стала слегка торчать вперёд. До 1950 года пистолеты состояли на вооружении французской армии. Патрон калибра 7,65 мм имел недостаточное останавливающее действие, что и привело к снятию пистолетов с вооружения. Всего было произведено порядка 83 тысяч пистолетов подобной модели.

## Страны-эксплуатанты
- Франция
- Польша — некоторое количество пистолетов M1935A вместе с другим французским оружием поступило на вооружение польских подразделений, сформированных во Франции на рубеже 1939—1940 годов (использовались в качестве личного оружия офицеров)[2]
- Нацистская Германия — первые трофейные пистолеты M1935A оказались в распоряжении немецких войск в ходе боевых действий против Франции летом 1940 года; дополнительное количество было изъято у вооружённых структур правительства Виши после того, как 11 ноября 1942 года немецкие войска оккупировали южную Францию. Общее количество пистолетов этой модели в распоряжении Третьего рейха оценивается в 40 тыс. штук[3].